# 全国精神障害者家族会連合会
財団法人全国精神障害者家族会連合会（ぜんこくせいしんしょうがいしゃかぞくかいれんごうかい）とは、統合失調症や気分障害など精神障害患者の家族会「精神障害者家族会」の上位で、全国連合の特定公益増進法人であった。略称は全家連で、東京都台東区下谷に本部があったが、2007年（平成19年）に破産・解散している。

## 概要
精神障害者の家族の意見を、日本国政府の政策に反映させる目的で、精神障害者家族会の連合会化を進めようとしたが、精神病に対する偏見のため、全国組織役員のなり手がなかった。1964年（昭和39年）、前身の全国精神障害者家族会としてまとまり、1965年（昭和40年）に、結成大会が開催され『全国精神障害者家族連合会』が誕生した。1967年（昭和42年）に財団法人となった。創設には、厚生省官僚の大谷藤郎が関わった。
機関誌として、『月刊ぜんかれん』を発行した。
1990年（平成2年）、東京都台東区下谷に本部ビル「恵友記念会館」を建設。1996年（平成8年）栃木県さくら市にホテル兼授産施設で構成される「ハートピアきつれ川」を建設した。
2002年（平成14年）、補助金の目的外使用が発覚し、返還命令を受ける。返還や金融機関などからの借入金返済の努力をしたものの、負債約10億円を抱え2007年（平成19年）4月17日に破産・解散した。

## 沿革
- 1950年代後半、精神科病院単位で精神障害者家族会が作られる。
- 1964年（昭和39年） - 全国精神障害者家族会が結成。
- 1965年（昭和40年） - 全国精神障害者家族連合会が結成。
- 1967年（昭和42年） - 財団法人化される。
- 1990年（平成2年） - 本部ビル「恵友記念会館」が完成。
- 1993年（平成5年） - 精神分裂病（現・統合失調症）の診断名を変更するよう社団法人日本精神神経学会に要望する。
- 1994年（平成6年） - 精神障害者社会復帰促進センターに全国で唯一指定される。
- 1996年（平成8年） - ホテル兼授産施設等の「ハートピアきつれ川」が開設。
- 2002年（平成14年） - 精神分裂病の診断名を統合失調症へ変更させることに成功する。補助金の目的外使用が発覚し返還命令を受ける。
- 2007年（平成19年） - 破産・解散。

## 事業内容
全国連合組織としてだけでなく、自ら小規模作業所「かれん」（東京都台東区）、「たいとう倶楽部」（東京都台東区）、授産施設「ZiP」（東京都台東区）「ハートピアきつれ川」（栃木県さくら市）を運営していた。
精神保健及び精神障害者福祉に関する法律（精神保健福祉法）に基づき、1994年（平成6年）に厚生労働大臣から精神障害者社会復帰促進センターに全国で唯一指定され、精神障害者の社会復帰についての調査・研究などを行っていた。

### 主な活動
- 精神保健福祉手帳の制定

精神障害者向けの障害者手帳である精神障害者保健福祉手帳の制定に関与した。
- 「ハートピアきつれ川」（栃木県さくら市）の建設、運営。

ホテル兼授産施設等で構成される。厚生省（現・厚生労働省）が全家連に指示。　
- 精神分裂病から統合失調症の名称変更

1993年（平成5年）、誤ったイメージを与え、誤解や偏見を生むとして精神分裂病の病名を変更するよう社団法人日本精神神経学会に要望を出した。2001年（平成13年）、朝日新聞30面全面広告（10月9日付）にて、日本精神神経学会との連名で意見広告を行っている。さらに2002年（平成14年）、朝日新聞19面（3月20日付）には、名称変更に伴うインタビュー記事を掲載、下段には全家連が単独で広告を出している。2002年（平成14年）8月、日本精神神経学会総会の議決により、統合失調症に変更された。厚生労働省も、新名称の使用を全国に通知した。
- 新しい抗精神病薬の早期承認陳情

日本イーライリリーの新しい非定型抗精神病薬「オランザピン（商品名：ジプレキサ）」の早期承認陳情を、1999年（平成11年）4月に、厚生大臣と有力国会議員に行っている。全家連理事を務めた荒井元傅が、事務当局に実態調査させた時の資料によると、1997年（平成9年）から寄付金や接待を受けていたという。
- 附属池田小事件の報道機関への要望と見解

2001年（平成13年）6月8日、大阪教育大学附属池田小学校にて起きた無差別殺傷事件（附属池田小事件）に対し、報道機関への要望と見解「大教大池田小児童殺傷事件の報道について」（2001年（平成13年）6月8日付）と「小学校児童殺傷事件報道について」（2001年（平成13年）6月18日付）を送付している。また機関誌「月刊ぜんかれん」2001年（平成13年）7月号にて報道被害など特集を組んでいる。
- 調査

1986年（昭和61年）と1992年（平成4年）に、精神障害者とその家族の生活実態について調査している。家族福祉ニーズ調査、患者・回復者ニーズ調査、施策に関する意識調査、病院・施設生活の実状と福祉ニーズに関する調査を行っている。

### 天下り問題
全家連理事を勤めた荒井元傅らの資料では、1994年（平成6年）12月に全家連理事長が厚生省に呼び出され、天下りの受け入れを強要された。条件は年収1000万円。いったんは拒絶するが、ハートピアきつれ川の施設建設工事も始まっており、補助金10億円のこともあり、厚生省との関係を絶つわけにはいかず受け入れることになり、元役人がハートピアきつれ川の所長になった。

### 破産・解散
旧厚生省時代から得ていた補助金を目的外の「ハートピアきつれ川」建設費用の返済に流用していたことが2002年（平成14年）にマスメディアにより発覚。借入金返済に加え、補助金の支給停止と、支給済みの補助金に損害金相当の利息を上乗せした金額（5億3900万円）の返還を求められ、団体の運営に行き詰まった。2007年（平成19年）4月17日に自己破産を申請し解散した。負債総額は前出のハートピア喜連川の借入金残債と厚労省から返還要求がなされている債権を合わせた約10億円であった。

### 後継組織・施設譲渡等
- 後継組織として、公益社団法人全国精神保健福祉会連合会（略称・全福連、愛称・みんなねっと、東京都杉並区）と、2007年（平成19年）2月に創設された、認定NPO法人地域精神保健福祉機構（略称・COMHBO、千葉県市川市）がある。
- ハートピアきつれ川は、社会福祉法人全国精神障害者社会復帰施設協会（全精社協、茨城県つくば市）へ譲渡。しかし、そこにおいても厚労省から得た補助金（障害者自立支援調査研究プロジェクト事業）を役員が私的流用し、2009年（平成21年）に、逮捕される事件へ発展。施設の売却交渉が進まず、2010年（平成22年）10月に自己破産を申請し、施設の閉鎖を検討していることが明らかとなった。のち2011年（平成23年）3月に授産施設も閉鎖され、完全になくなることになった[9]。
- ZiPは、社会福祉法人あしなみ（東京都足立区千住）へ譲渡。障害者自立支援法の就労継続支援事業として運営[10]。
- かれん、たいとう倶楽部は、NPO法人えんへ譲渡。

## 団体関連書籍
- 『こころの病い―私たち100人の体験』（中央法規出版）- 全国精神障害者団体連合会準備会との共同編集　ISBN 9784805810873
- 『こころの病い(2)家族の体験』（中央法規出版）ISBN 9784805814383